# 蜂須賀隆寛
蜂須賀 隆寛（はちすか たかひろ、1801年10月7日（享和元年8月30日） - 1823年12月1日（文政6年10月29日））は、徳島藩の藩主一門。藩主一門蜂須賀隆穀の次男。母は松本氏。
徳島藩は第8代宗鎮以降、9代至央、10代重喜と蜂須賀氏の血を引かない藩主を他家から迎えたが、隆寛は初代至鎮の男系子孫であった。文政6年（1823年）10月29日。享年23。隆寛の死で至鎮の男系は断絶した。隆寛の跡は、妹・津世の婿養子として休栄（宗鎮の孫）が相続した。